# Maxime Farazijn
Maxime Farazijn (Ieper, 2 juni 1994) is een Belgisch wielrenner die anno 2018 rijdt voor Sport Vlaanderen-Baloise. Zijn vader Peter was ook profwielrenner.

## Carrière
In 2015 nam Farazijn deel aan het wereldkampioenschap op de weg bij de beloften. Hij eindigde als negentiende op dertien seconden van winnaar Kévin Ledanois. Datzelfde jaar waren enkel Sam Oomen en Martijn Tusveld sneller in de beloftenversie van Parijs-Tours.
In 2016 nam Farazijn deel aan zijn eerste Monument: in Parijs-Roubaix eindigde hij op plek 97 op achttienenhalve minuut van winnaar Mathew Hayman. Vier dagen later werd hij negentiende in de GP Denain. In 2017 sprintte hij naar de negende plaats in de Ronde van Drenthe.

## Overwinningen
2015
4e etappe Triptyque des Monts et Châteaux
Brussel-Opwijk

## Resultaten in voornaamste wedstrijden
| Jaar | Gent-Wevelgem | Parijs-Roubaix | Waalse Pijl |
| ---- | ------------- | -------------- | ----------- |
| 2016 |               | 97e            |             |
| 2017 | opgave        | 57e            | opgave      |

## Ploegen
- 2016 –  Topsport Vlaanderen-Baloise
- 2017 –  Sport Vlaanderen-Baloise
- 2018 –  Sport Vlaanderen-Baloise

Allegaert · Capiot · De Gendt · De Ketele · De Pauw · De Vylder · Declercq · Deltombe · Farazijn · Lietaer · Noppe · Planckaert · Pols · Rickaert · Salomein · Sprengers · Steels · Van Gestel · Van Hecke · Van Lerberghe · Van Rooy · Wallays
Allegaert · Capiot · De Gendt · De Ketele · De Pauw · De Vylder · Declercq · Deltombe · Farazijn · Ghys · Menten · Noppe · Ed. Planckaert · Em. Planckaert · Rickaert · Sprengers · Van Gestel · Van Gompel · Van Hecke · Van Rooy · Verwilst · Warlop